# معصومة عبد الكريم
معصومة عبد الكريم (12 أغسطس 1974)، هي إعلامية ومقدمة برامج بحرينية، قدمت العديد من البرامج أغلبها في قناة البحرين مثل البرنامج الشعري «عالوتر». من أعمالها إنتاج مسرحية البيدار عام 2016.

## المرجع
1. ↑  "معصومة عبدالكريم - أدوار متعددة فيلموجرافيا، صور، فيديو". elCinema.com. مؤرشف من الأصل في 2020-08-11. اطلع عليه بتاريخ 2022-08-22.
2. ↑  طاقم العمل: مسرحية - البيدار - 2016، مؤرشف من الأصل في 2021-07-23، اطلع عليه بتاريخ 2022-08-22